# Tunna väggar
Tunna väggar är en relationsroman skriven av Anna Borgeryd, publicerad i september 2013. Boken handlar om relationen mellan volontärsjuksköterskan Vera och arvtagaren Peter, men också om hur bristerna i det ekonomiska systemet urholkar våra möjligheter till långsiktig försörjning. Bokens handling utspelar sig huvudsakligen i Umeå.

## Handling
Vera återvänder till sin hemstad för att försöka lappa ihop sitt liv och läka sitt trasiga knä. Med sig hem har hon ett uppdrag, som leder henne till en sommarkurs i nationalekonomi. 
Peter lever ett gott liv som arvtagare till reseföretaget Great Escape. Men för att få lite självständighet från pappas pengar tar han ett sommarjobb på universitetet. 
Den allvarliga och tänkande Vera och den sorglöse Peter möts som student och föreläsare. I Veras ögon är Peter en ytlig charmör. Han stör sig i sin tur på Veras ifrågasättande attityd. 
När de förs samman igen som grannar i en studentkorridor utvecklas motsättning sakta till attraktion. Veras ifrågasättande av tillväxtnormen blir en ögonöppnare för Peter och Vera inser att det finns någonting genuint under Peters glättiga yta. 
Veras uppdrag, att ta reda på varför vi människor lever ett galet, ohållbart leverne, växer sig allt större. Hon kommer fram till att det ekonomiska systemet har stora brister, men måste ha Peters hjälp för att få tillgång till svar som gömmer sig bland finansvärldens elit. 

## Grundtankar i romanen
Tunna väggar problematiserar falskheter som följt med den moderna samhällsutvecklingen, som förvränger förväntningar och vilseleder beslutsfattande. Där förekommer pseudotillväxt som ett nyckelbegrepp, tillsammans med flera andra sammansättningar med pseudo som till exempel pseudoproblem (ett falskt problem som avleder energi och skapar onödig oro), pseudohjältar och pseudoframgång. Sammansättningen pseudotillfredsställelse hämtar Borgeryd från ekonomen Manfred MaxNeef. I Tunna väggar beskrivs pseudotillfredsställelse så här: När man tror att man gör nåt som möter ens behov, fast det inte gör det /…/ för i stället hindras verkliga sätt att möta behovet.” (sid. 385)

### Fotnoter
1. ↑  ”Tunna väggar” (på engelska). Worldcat. 14 mars 2013. https://www.worldcat.org/title/tunna-vaggar/oclc/877854733&referer=brief_results. Läst 4 november 2015.